# یو نا-گیول
آن گا-ریونگ (کره‌ای: 안가령؛ زادۀ ۴ ژوئن ۱۹۹۶) که با نام هنری یو نا-گیول (کره‌ای: 유나결) شناخته می‌شود، خواننده و بازیگر اهل کره جنوبی است. او یکی از اعضای گروه دخترانۀ هلو وینس بود. از مجموعه‌هایی که وی در آن نقش‌آفرینی کرده می‌توان به شاهزاده پری دریایی: آغاز اشاره کرد.